# Circle (Cliffhanger)
Circle was het laatste reguliere studioalbum van Cliffhanger. Na een tijdje uit elkaar te zijn geweest, kwam de band toch weer samen. De reünie bleek voor wat betreft opnamen eenmalig te zijn. Na dit album was de breuk definitief, totdat er een verzamelbox verscheen van het gehele oeuvre van de band (2011). Circle is opgenomen in de Studio Chateau te Tilburg. Peter-Paul van Hest, eerder muziekproducent, was bij dit album geluidstechnicus. November is opgenomen in de geluidsstudio bij Huigen thuis.
Heijboer kwam met het album Novox (2005). Huigen en Koopman doken op in Knight Area (2004).

## Musici
- Rinie Huigen – zang, gitaar
- Gijs Koopman – basgitaar, baspedalen, jawharp
- Dick Heijboer – toetsinstrumenten
- Hans Boonk – slagwerk

Met
- Peter-Paul van Hest- stem op Port

## Muziek
| Nr. | Titel                                        | Duur |
| --- | -------------------------------------------- | ---- |
| 1.  | Limits (Huigen)                              | 4:37 |
| 2.  | Autumn (Koopman, huigen)                     | 7:22 |
| 3.  | November (Heijboer)                          | 2:56 |
| 4.  | Port (Voyage of the soul) (Heijboer, Huigen) | 7:09 |
| 5.  | Gigolo (Koopman, Huigen)                     | 6:47 |
| 6.  | Moving in circles (Huigen)                   | 5:22 |
| 7.  | The birthday party (Heijboer)                | 6:09 |
| 8.  | One-track mind (Huigen)                      | 6:40 |
| 9.  | Chateau jam (Cliffhanger)                    | 8:38 |